# Alfredo Pérez
Alfredo Pérez (10 de abril de 1929 - 23 de agosto de 1994) foi um futebolista argentino que competiu na Copa do Mundo FIFA de 1958.